# Hotel Paradiso
Hotel Paradiso – brytyjska komedia z 1966 roku wyreżyserowana przez Petera Glenville’a, powstały na podstawie sztuki Maurice’a Desvallières'a i Georges’a Feydeau pt. Hôtel du libre échange z 1894 roku. Wyprodukowana przez wytwórnię Metro-Goldwyn-Mayer.
Premiera filmu miała miejsce w marcu 1966 w Wielkiej Brytanii.

## Fabuła
Znudzona życiem u boku męża, architekta Henriego (Robert Morley), Marcelle Cotte (Gina Lollobrigida) umawia się na spotkanie ze swoim nieśmiałym sąsiadem, Benedictem Boniface'em (Alec Guinness). Angelique (Peggy Mount) – dominująca i zdystansowana małżonka mężczyzny – ma właśnie spędzić noc u swojej siostry. Po uroczystej kolacji w restauracji para udaje się do hotelu Paradiso. Tu niemal na każdym kroku spotykają kogoś znajomego.

## Obsada
Źródło: Filmweb
- Alec Guinness jako Benedict Boniface
- Marie Bell jako La Grande Antoinette
- Darío Moreno jako Turek
- Akim Tamiroff jako Anniello, właściciel Hotelu Paradiso
- Gina Lollobrigida jako Marcelle Cotte
- Derek Fowlds jako Maxime
- Leonard Rossiter jako inspektor
- Ann Beach jako Victoire, pokojówka
- Eddra Gale jako gość hotelowy
- Peggy Mount jako ngelique Boniface
- Robert Morley jako Henri Cotte
- David Battley jako George
- Douglas Byng jako pan Martin, adwokat

i inni.